# Осцилятор (конфігурація клітинного автомата)
Осциля́тор (англ. oscillator) — клас змін у «Житті» — моделі клітинного автомата, створеній Конвеєм.

## Опис
Осцилятор — конфігурація клітинного автомата, яка після скінченного числа поколінь повторюється у початковому вигляді та положенні. Іншими словами, осцилятор — це будь-який зразок, який є попередником самого себе, хоча до чергового повтору його стану може проходити як завгодно багато поколінь.
Найменшу кількість поколінь, за яку осцилятор повертається у початковий стан, називають періодом осцилятора. Осцилятор із періодом 1 зазвичай називають стійкою конфігурацією, оскільки він не змінюється в ході еволюції.
Залежно від контексту, космічні кораблі також можна вважати осциляторами, але зазвичай їх розглядаються як окремий тип фігур.

## Приклади
У «Житті» скінченні осцилятори відомі для всіх періодів, після знаходження в липні 2023 року останніх відсутніх осциляторів із періодами 19 і 41. Це відкриття довело, що «Життя» є омніперіодичним клітинним автоматом, оскільки існує метод, що дозволяє сконструювати осцилятор з будь-яким періодом більшим або рівним 43.

Крім того, до липня 2022 року всі відомі приклади осциляторів із періодом 34 були тривіальними, оскільки складалися з окремих компонентів, які осцилюють із меншими періодами. Наприклад, осцилятор із періодом 34 можна отримати, розмістивши у всесвіті два незалежних осцилятори з періодами 2 і 17. Осцилятор вважають нетривіальним, якщо він містить хоча б одну клітину, період осциляції якої дорівнює періоду осцилятора.

Блимавка, період 2
Зірка, період 3
Хрест, період 3
Французький поцілунок, період 3
Годинник-2, період 4
Вертушка, період 4
Октагон-2, період 5
Фумарола, період 5
Пентоад, період 5
Галактика Кока, період 8
Пентадекатлон, період 15